# Бранко Бон
Бранко Бон (Крк 2. мај 1912 — 2001) је био архитекта. Грађевинску школу и Уметничку академију завршио је (1936) у Загребу. Између 1936. и 1941. пројектовао је виле (Бакар, Корчула, Загреб), а у Београду је по његовој замисли је изведена палата Албанија.
Учествовао је у НОП од 1941. Ухапшен и затворен у логору Стара Градишка од 1942. до 44. године.
После рата радио на оспособљавању, адаптацијама и екстеријерима многих зграда. Добио је прву награду 1947на конкурсу за зграду ЦК КПЈ и другу награду за Председништво владе ФНРЈ У Бограду са (д. Галичем, Н,. Шегвићем и Антуном Аугустинчићем). Пројектовао је и многобројне хотеле сâм (Тучепи, Крупањ или у сарадњи са Ларикс у Крањској Гори и Орландо у Сребреном. Реконструисао је комплекс Свети Стефан код Будве. Израдио је многобројне споменике револуције. (Гробље палих бораца за ослобођење Београда, споменике жртвама фашистичког терора у Јајинцима, палим борцима у Жабљаку, Опову и дугде.)